# باغچه‌جوق
باغچه‌جوق، روستایی از توابع بخش مرکزی شهرستان ماکو در استان آذربایجان غربی ایران است.

## جمعیت
این روستا در دهستان قلعه دره سی قرار دارد و براساس سرشماری مرکز آمار ایران در سال ۱۳۹۵، جمعیت آن ۳٬۸۶۰ نفر (۱٬۰۱۲ خانوار) بوده‌است.